# Datation des palais de Nice
Cet article a été créé pour soulager l'article Palais de Nice.
On rappelle que l'histoire d'une parcelle ou d'un bâtiment peut être complexe et que l'appellation n'est pas forcément contemporaine du bâtiment.
La liste ci-dessous concerne les bâtiments s'intitulant Palais, Palace, Palazzo et Palai.
La liste ci-dessous ne concerne pas les palais du Vieux-Nice.
1. 1844-1847 : Palais Audiberti de Saint-Étienne qui sera aussi appelé le Palais Renaud de Falicon après une transmission par mariage. Le mode de désignation de l'immeuble est dans le droit fil de celui des palais du Vieux-Nice.
2. 1874 : façade du Palais de Marbre
3. 1876 : Palais Hunique : 8 rue de Suisse
4. 1880 : palais B. Aune : angle 12 avenue Georges-Clemenceau et 11 rue d'Angleterre
5. 1882 : Palais Second Laguzzi : 3 rue Auber
6. 1883 : Palais des États-Unis : 89 quai des États-Unis
7. 1897 : Palais Beaulieu : 26 avenue Maréchal-Foch. Photo : Plaque mentionnant l'année 1897.
8. 1901 : Palais de l'Agriculture : 113 Promenade des Anglais, inauguré le 8 avril 1901
9. 1903 : Palais Lamartine : 24 rue Lamartine
10. 1905 :
  1. 1905 (?) : Palais Masséna alias villa Masséna : 65 rue de France
11. 1906 :
  1. 1906 : Palais Alice : 1 rue Dalpozzo
  2. 1906 : Palais Buisine : 38 boulevard de Cimiez
  3. 1906 : Palais de Glace : square Carpeaux. Cette patinoire a été détruite au lendemain de la Seconde Guerre mondiale.
  4. 1906 : Palais Marie Lévy : 8 rue Blacas. 1906 est l'année où Dalmas est primé pour ce palais.
  5. 1906-1911 : Palais Pauline : 2 rue de Lépante.
12. 1907 : 
  1. Palais du Dôme : 10-14 avenue de Pessicart
  2. Palais Gioffredo : 23 rue Gioffredo
13. 1908 : 
  1. 1908 : Palais des Arènes : 4 avenue des Arènes de Cimiez
  2. 1908 : palais Jacques Hugues : angle 33 rue Verdi et 12 rue Guiglia
  3. 1908 : Palais Meyerbeer : 45 boulevard Victor-Hugo
  4. 1908 : Palais Valrose : 16 avenue Fragonard
  5. 1908 : palais Victor Debenedetti : 25 boulevard Carabacel (angle rue Hôtel des Postes)
14. 1909 :
  1. 1909 : Palais J.-B. Arnulf : 95 rue de France
  2. 1909 : Palais Shakespeare : 24 rue Caffarelli (angle avenue Shakespeare)
  3. 1909-1913 : Palais Étoile du Nord
15. 1910 :
  1. 1910 : palais Paschetta : 42 rue Verdi
  2. 1910 : Palais Venise : 31 avenue Malausséna
16. 1911 : Palais Louise : 39 avenue Borriglione
17. 1912 : Palais Trianon 3 rue Depoilly
18. 1913 : 
  1. 1913 : Palais Lacourt : 3 rue de Rivoli
  2. 1913 : Winter Palace : 10 rue Châteauneuf
  3. 1913 : Palais Bouteilly : 18 rue Berlioz
19. 1914 : Pax Palace : 18 rue Châteauneuf et 9 rue Cluvier
20. 1915 : Palais Méjjijé : 10 boulevard Joseph-Garnier
21. 1920 : Palais Impérial : 10 boulevard du Parc-Impérial
22. 1923 : 
  1. 1923 : Palais Nicole : 113 rue de France
  2. 1923 : Emelyne Palace : 16 rue Châteauneuf
23. 1924 :
  1. 1924 : Palais des Orangers : 6 bis avenue des Orangers
  2. vers 1924 : Le Palais du Parc Fleuri : 4-10 rue Paul-Bounin
  3. 1924 : Star Palace : 14 rue Châteauneuf
24. 1925 :
  1. 1925 : palais Adrien Rey :  39 rue Lamartine, au coin du [22] rue de Paris
  2. 1925 : palais Jean Hugues : 31 rue Verdi
  3. 1925 : Sunbeam Palace : 12 rue Châteauneuf
25. 1927 : 
  1. 1927 : La Couronne alias Palais La Couronne : 167 promenade des Anglais et 75 avenue de la Californie
  2. 1927 : Palais du Centre : 6 rue Lamartine
  3. 1927 : vente du Palais Vénitien en vue de sa démolition et de l'édification du Palais de la Méditerranée : 15 promenade des Anglais
26. 1928 : Palais Concordia : 6 rue Verdi
27. 1929 :
  1. 1929-1930 : Palais de l'Esplanade : 3 place de l'Armée du Rhin
  2. 1929 : premier Palais de la Méditerranée dont seule subsiste aujourd'hui la façade classée monument historique en 1985 : 15 promenade des Anglais
28. 1930 :
  1. 1930 : Palais Bellecour : 14 rue Trachel
  2. 1930 : Palais-Gallieni : 22 avenue Gallieni
  3. 1930 : Palais Saluzzo : 1 place Max-Barel
29. 1931 :
  1. 1931 : Palais Albert Ier : 19 rue Saint-François-de-Paule (coin avenue des Phocéens)
  2. 1931 : Palais Galléan : 5 rue Galléan
30. 1932 : 
  1. 1932 : Palais Hispania : 38 rue Auber
  2. 1932 : Palais Joffre : 2 avenue Fragonard
31. 1933 :
  1. 1933 : Palais Antoine : 17 rue Leotardi
  2. vers 1933 : Palais Clemenceau : 34 avenue Georges Clemenceau
  3. 1933 : Palais L'Escurial : 27-29 rue Alphonse-Karr
32. 1934 :
  1. 1934 : Palais Bel-Azur : 109 boulevard François-Grosso
  2. 1934 : Palais Hélios : 107 boulevard François-Grosso
33. 1936 : 
  1. 1936 : Palais Alphonse-Karr : 2 rue Rossini
  2. 1936 : Palais Blacas : 10 rue Blacas
34. 1937 : Palais Stella : 9 avenue Desambrois. Photo : Entrée nominative avec mention de l'année.
35. 1938 : Les Mimosas alias Palais Les Mimosas : 53 boulevard Victor-Hugo
36. 1940 : Palais de la Paix : 74 boulevard François-Grosso
37. 1953 : Savoy Palace : 3 promenade des Anglais
38. 1959 : Palais E. Amoretti : 14 boulevard Dubouchage
39. 1960 :
  1. 1960 : Palais Campra : 6 square Marc-Antoine Charpentier
  2. vers 1960 : démolition du Palais Carabacel : voir à : allée du Palais
  3. 1960 : Palais Couperin : 4 square Marc-Antoine Charpentier
  4. 1960 : Palais Gretry : 3 square Marc-Antoine Charpentier
  5. 1960 : Palais Lalande : 2 square Marc-Antoine Charpentier
  6. 1960 : Palais Lulli : 1 square Marc-Antoine Charpentier
  7. 1960 : Palais Rameau : 8 square Marc-Antoine Charpentier
40. 1962 : Palais d'Orient : 83-84 promenade des Anglais
41. 1983 : Palais Maeterlinck : 30 boulevard Maurice-Maeterlinck
42. 1985 :  façade arts déco du premier Palais de la Méditerranée classée monument historique : 15 promenade des Anglais
43. 1999 :
  1. juillet 1999 : livraison du Palais Von Der Wies : 4 place Alexandre Médecin (autres entrées au 82 et 84 avenue A. Borriglione)
44. 2003 : Le Grand Palais : 20-22-24-26 boulevard de l'Armée des Alpes
45. 2004 : ouverture d'un nouveau Palais de la Méditerranée avec façade préservée : 15 promenade des Anglais
46. 2004 : Le Palace : 3 rue du Congrès